# الطيران البحري

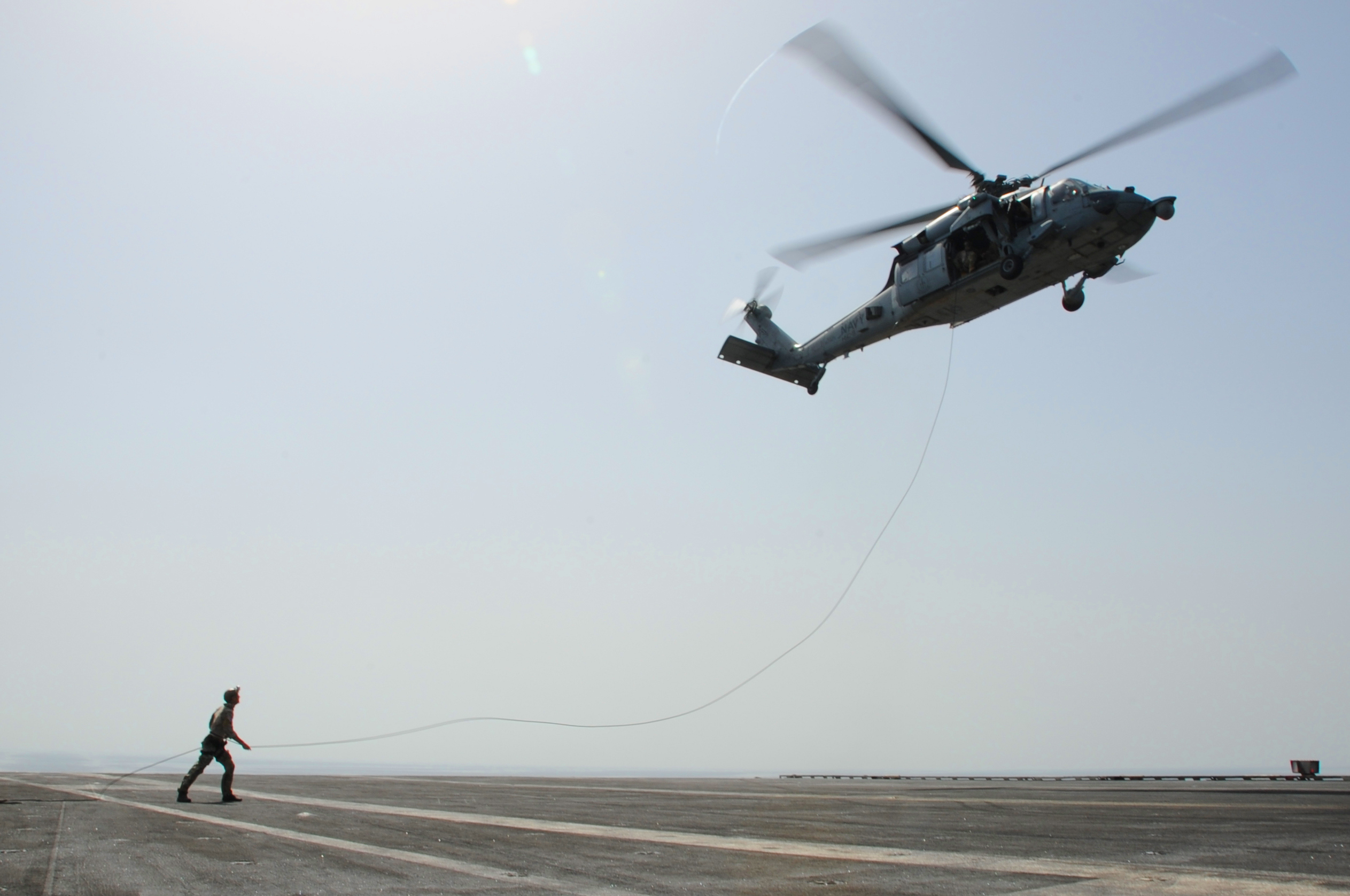
مناورات من طائرة من طراز MH-60S Seahawk ، على متن

الطيران البحري هو استخدام القوة الجوية العسكرية من قبل القوات البحرية، سواء من السفن الحربية التي تطلق الطائرات أو القواعد البرية.
عادة ما يتم استخدام الطيران البحري للوصول الأسرع للأهداف عبر قواعد على حاملة طائرات. تمتلك الحاملات عادة آليات قوية قابلة للطي تتيح تخزين أعداد أكبر من الطائرات في حظائر في الطوابق السفلية ومساحات. تم تصميم هذه الطائرات لأغراض عديدة، بما في ذلك القتال جوًا والهجوم السطحي والحرب المضادة للغواصات والبحث والإنقاذ ونقل العتاد ومراقبة الطقس والاستطلاع الجوي والقيادة والسيطرة على المنطقة الواسعة.
يمكن استخدام طائرات الهليكوبتر البحرية في العديد من المهام نفسها التي تستخدمها الطائرات ذات الأجنحة الثابتة أثناء تشغيلها من حاملات الطائرات وناقلات طائرات الهليكوبتر والمدمرات والفرقاطات.

## التاريخ

### مؤسسة

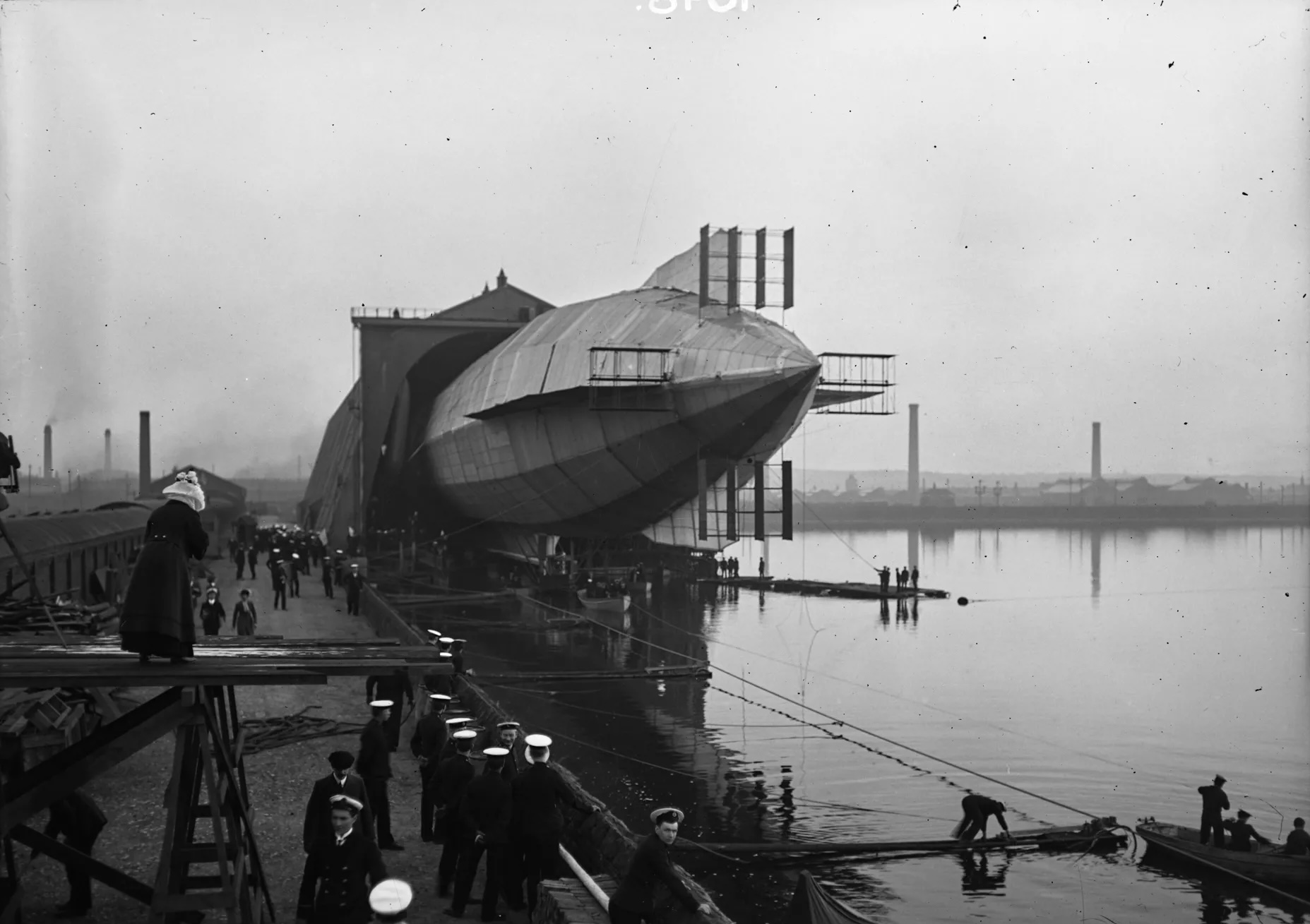
بنيت Mayfly في عام 1908 وكانت أول طائرة تستخدم في البحرية.

أجريت تجارب مبكرة على استخدام الطائرات للاستطلاع البحري في عام 1903 في ولويتش كومون للأدميرال. أظهر صموئيل فرانكلين كودي قدرات طائرة سوداء بطول 8 أقدام، وتم اقتراح استخدامها كآلية لتعليق الأسلاك للاتصالات اللاسلكية أو كأداة استطلاع مأهولة من شأنها أن تمنح المستطلع ميزة الارتفاع الكبير.

## الأدوار

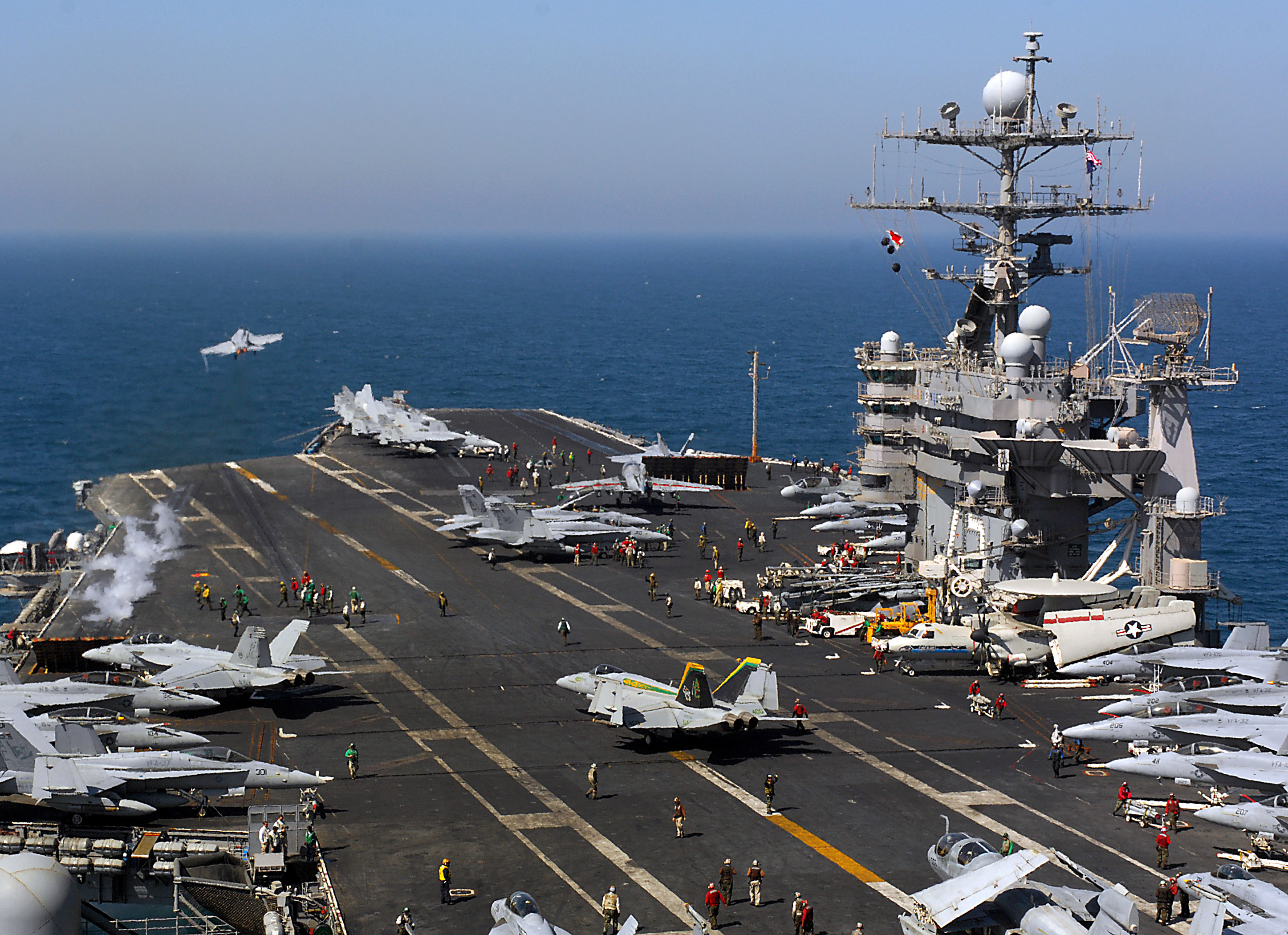
سطح حاملة الطائرات الحديثة

تؤدي قوات الطيران البحرية في المقام الأول أدوارًا في البحر. ومع ذلك، يتم استخدامها أيضًا للمهام الأخرى التي تختلف بين الحالات. تشمل الأدوار المشتركة لهذه القوى ما يلي:

### أسطول الدفاع الجوي
يوفر الطيران البحري القائم على شركات النقل للقوات البحرية لبلد ما غطاء جويًا فوق المناطق التي قد لا يمكن الوصول إليها بواسطة الطائرات البرية، مما يمنحها ميزة كبيرة على القوات البحرية المكونة أساسًا من المقاتلات السطحية.

### الإنزال الاستراتيجي
يوفر الطيران البحري أيضًا للبلدان فرصة نشر طائرات حربية في البر والبحر، دون الحاجة إلى قواعد جوية على الأرض.

### الحرب المضادة للغواصات
خلال الحرب الباردة، واجهت قوات البحرية التابعة لحلف الناتو تهديدًا كبيرًا من قوات الغواصات السوفيتية، وعلى وجه التحديد SSN و SSGN التابعة للبحرية السوفيتية. وقد نتج عن ذلك تطوير ونشر حاملات الطائرات الخفيفة ذات القدرات الرئيسية للحرب المضادة للغواصات (ASW) من قبل قوات البحرية الأوروبية التابعة للناتو. واحدة من أكثر الأسلحة فعالية ضد الغواصات هي مروحية ASW، والتي يمكن أن يعتمد العديد منها على هذه السفن الخفيفة. هذه الناقلات عادة ما تكون إزاحتها حوالي 20,000 طن وتحمل مزيجا من طائرات الهليكوبتر ASW وطائرة بريتش ايروسبيس هارير أو ماكدونل دوغلاس إيه في-8 بي هارير الثانية. كما أن طائرات الدوريات البحرية البرية مفيدة في هذا الدور، حيث يمكنها أن تعمل بشكل مستقل عن حاملات الطائرات.

### الحرب المضادة للسطح
وتستخدم الطائرات التي تديرها القوات البحرية أيضا في الحرب المضادة للسطح (ASUW أو ASuW)، لمهاجمة سفن العدو وغيرها. ويتم ذلك عمومًا باستخدام صواريخ مضادة للسفن تطلق من الجو.

### حرب برمائية
يستخدم الطيران البحري أيضًا كجزء من الحرب البرمائية. تقدم الطائرات التي تعتمد على السفن البحرية الدعم لمشاة البحرية والقوات الأخرى التي تقوم بهبوط برمائي. يمكن أيضًا استخدام الطائرات التي تعتمد على السفن لدعم القوات البرمائية أثناء تحركها داخل البلاد.

### دورية بحرية
تُستخدم الطائرات البحرية في العديد من مهام الدوريات البحرية، مثل الاستطلاع والبحث والإنقاذ وتطبيق القانون البحري.

### التجديد العمودي
التجديد العمودي أو VERTREP هو وسيلة لتزويد السفن البحرية في البحر، بواسطة طائرة هليكوبتر. وهذا يعني نقل البضائع والإمدادات من سفن الإمداد إلى أسطح السفن البحرية الأخرى التي تستخدم طائرات الهليكوبتر البحرية.

### الإغاثة في حالات الكوارث
تُستخدم الطائرات البحرية لنقل الإمدادات جواً وإدخال أفراد متخصصين (مثل الطاقم الطبي وعمال الإغاثة)، وإجلاء الأشخاص الذين يعيشون في محنة في أعقاب الكوارث الطبيعية. تعتبر الطائرات البحرية حيوية في الحالات التي يتم فيها تدمير البنية التحتية التقليدية لتوفير الإغاثة أو تجاوزها في أعقاب الكارثة، مثل عندما يتم تدمير مطار المنطقة ولا يمكن الوصول إلى المنطقة عن طريق البر أو طائرات الهليكوبتر بشكل فعال. إن قدرة السفن على توفير المياه العذبة النظيفة التي يمكن نقلها بطائرة هليكوبتر إلى المناطق المتضررة هي أيضا قيمة. لعبت الطائرات البحرية دورًا مهمًا في توفير الإغاثة في أعقاب زلزال هايتي عام 2010 وإعصار هايان.